# Alexander Clay
Alexander Clay (ur. 27 września 1863 w Kelso, zm. 9 listopada 1950 w Edynburgu) – szkocki rugbysta, reprezentant kraju.
W latach 1886–1888 rozegrał w Home Nations Championship siedem spotkań dla szkockiej reprezentacji zdobywając jedno przyłożenie, które nie miało jednak wówczas wartości punktowej.